# Русский, Иван Михайлович
Иван Михайлович Русский (укр. Іван Михайлович Руський; 2 ноября 1911 года, село Банюнин, Австро-Венгрия — дата смерти неизвестна, там же) — председатель колхоза имени XX съезда КПСС Каменка-Бугского района Львовской области, Украинская ССР. Герой Социалистического Труда (1966).

## Биография
Родился в 1911 году в крестьянской семье в селе Банюнин, Австро-Венгрия. С 1944 года был призван в Красную Армию. Участвовал в Великой Отечественной войне. После демобилизации возвратился в родное село, где трудился в местном колхозе. С начала 1950-х годов — председатель колхоза имени XX съезда КПСС Каменка-Бугского района. Член КПСС.
Вывел колхоз в число передовых сельскохозяйственных производств Львовской области. Указом Президиума Верховного Совета СССР от 22 марта 1966 года «за достигнутые успехи в развитии животноводства, увеличении производства и заготовок мяса, молока, яиц, шерсти и другой продукции» удостоен звания Героя Социалистического Труда с вручением ордена Ленина и золотой медали «Серп и Молот».
После выхода на пенсию проживал в родном селе Банюнин. Дата смерти не установлена.
Награды
- Герой Социалистического Труда
- Орден Ленина — трижды (26.02.1958; 1966)
- Орден Октябрьской Революции
- Орден Отечественной войны 2 степени (06.04.1985)